# Chrysochórafa
Chrysochórafa (Chrysochorafa) är en ort i Grekland.   Den ligger i prefekturen Nomós Serrón och regionen Mellersta Makedonien, i den norra delen av landet, 400 km norr om huvudstaden Aten. Chrysochórafa ligger 32 meter över havet och antalet invånare är 1 023. Den ligger vid sjön Límni Kerkíni.
Terrängen runt Chrysochórafa är varierad. Runt Chrysochórafa är det ganska tätbefolkat, med 60 invånare per kvadratkilometer. Närmaste större samhälle är Irákleia, 3,9 km öster om Chrysochórafa. Trakten runt Chrysochórafa består till största delen av jordbruksmark.